# Joseph-Marie Ndi-Okalla
Joseph-Marie Ndi-Okalla (ur. 21 listopada 1957 w Duali) – kameruński duchowny katolicki, biskup Mbalmayo od 2017.

## Życiorys

### Prezbiterat
Święcenia kapłańskie otrzymał 13 sierpnia 1983 i został inkardynowany do diecezji Mbalmayo. Był m.in. wykładowcą i dyrektorem studiów w seminarium w Jaunde, kierownikiem formacji stałej duchowieństwa diecezjalnego, a także wicerektorem katolickiego uniwersytetu w Jaunde i sekretarzem komisji doktrynalnej kameruńskiej Konferencji Episkopatu. 

### Episkopat
27 grudnia 2016 papież Franciszek mianował go biskupem ordynariuszem diecezji Mbalmayo. Sakry udzielił mu 18 lutego 2017 nuncjusz apostolski w Kamerunie – arcybiskup Piero Pioppo.